# Renate Groenewold
Renate Titzia Groenewold (Veendam, 8 de octubre de 1976) es una deportista neerlandesa que compitió en patinaje de velocidad sobre hielo. 
Participó en tres Juegos Olímpicos de Invierno, obteniendo dos medallas de plata en la distancia de 3000 m, en Salt Lake City 2002 y en Turín 2006, y el sexto lugar en Vancouver 2010 (persecución por equipos).
Ganó dos medallas en el Campeonato Mundial de Patinaje de Velocidad sobre Hielo, oro en 2004 y bronce en 2001, y cinco medallas en el Campeonato Mundial de Patinaje de Velocidad sobre Hielo en Distancia Individual entre los años 1997 y 1999. Además, obtuvo seis medallas en el Campeonato Europeo de Patinaje de Velocidad sobre Hielo entre los años 2000 y 2007.

## Palmarés internacional
| Juegos Olímpicos                           | Juegos Olímpicos                | Juegos Olímpicos  | Juegos Olímpicos        |
| Año                                        | Lugar                           | Medalla           | Prueba                  |
| ------------------------------------------ | ------------------------------- | ----------------- | ----------------------- |
| 2002                                       | Salt Lake City (Estados Unidos) | Medalla de plata  | 3000 m                  |
| 2006                                       | Turín (Italia)                  | Medalla de plata  | 3000 m                  |
| Campeonato Mundial                         |                                 |                   |                         |
| Año                                        | Lugar                           | Medalla           | Prueba                  |
| 2001                                       | Budapest (Hungría)              | Medalla de bronce | Clasificación general   |
| 2004                                       | Hamar (Noruega)                 | Medalla de oro    | Clasificación general   |
| Campeonato Mundial en Distancia Individual |                                 |                   |                         |
| Año                                        | Lugar                           | Medalla           | Prueba                  |
| 2007                                       | Salt Lake City (Estados Unidos) | Medalla de plata  | 3000 m                  |
| 2007                                       | Salt Lake City (Estados Unidos) | Medalla de plata  | Persecución por equipos |
| 2008                                       | Nagano (Japón)                  | Medalla de oro    | Persecución por equipos |
| 2009                                       | Richmond (Canadá)               | Medalla de oro    | 3000 m                  |
| 2009                                       | Richmond (Canadá)               | Medalla de plata  | Persecución por equipos |
| Campeonato Europeo                         |                                 |                   |                         |
| Año                                        | Lugar                           | Medalla           | Prueba                  |
| 2000                                       | Hamar (Noruega)                 | Medalla de bronce | Clasificación general   |
| 2002                                       | Erfurt (Alemania)               | Medalla de bronce | Clasificación general   |
| 2003                                       | Heerenveen (Países Bajos)       | Medalla de bronce | Clasificación general   |
| 2004                                       | Heerenveen (Países Bajos)       | Medalla de bronce | Clasificación general   |
| 2006                                       | Hamar (Noruega)                 | Medalla de plata  | Clasificación general   |
| 2007                                       | Collalbo (Italia)               | Medalla de bronce | Clasificación general   |